# 异世界、宇宙科幻和科学故事
《异世界》（英語：Other Worlds）、《宇宙科幻》（Universe Science Fiction）和《科学故事》（Science Stories）是雷蒙德·帕尔默主编的三本美国杂志，其中《异世界》于1949年11月经帕尔默开办的克拉克出版社发行并持续经营四年，刊有许多颇受好评的作品，如范·沃格特的《魔法村庄》，雷·布萊伯利《火星紀事》系列小说中的《虚无之路》。帕尔默既是主编又是出版商，所以能自主决定编辑政策，向读者呈现各种各样的科幻作品。
1953年，帕尔默与芝加哥商人合伙开办贝尔出版社，并于同年六月开始出版《宇宙科幻》。帕尔默利用新公司停办《异世界》并推出《科学故事》，以摆脱克拉克出版社面临的财政困境，故而《科学故事》可以视为《异世界》的延续。但是，《科学故事》金玉其外，却没有什么值得一提的内容；相比之下，《宇宙科幻》虽然外观单调，但刊有不少颇具名气的小说，如席奧多爾·史鐸金探讨当时尚属争议话题的同性戀题材作品《世界可抛可弃》。
合伙人决定退出后，帕尔默创办新公司接手两本杂志，但1955年又将两者停刊，同时恢复《异世界》，从杂志编号来看，新版《异世界》相当于老版和《宇宙科幻》的延续。新版不及老版成功，但偶有佳作，如马里恩·齐默·布拉德利的长篇小说处女作《纳拉比德拉的猎鹰》。1957年，主编将杂志重点改为不明飞行物，更名《异世界飞碟》。1957年9月刊后，杂志不再刊登虚构作品，帕尔默又将书名改成《飞碟，太空时代的奥秘》，此后没有再更名，直至1976年6月停刊。

## 出版史
| | 一  | 二  | 三  | 四  | 五  | 六  | 七  | 八  | 九  | 十  | 十一 | 十二 |
| 1949                                                                                                   |     |     |     |     |     |     |     |     |     |     | 1/1  |      |
| 1950                                                                                                   | 1/2 |     | 1/3 |     | 1/4 |     | 2/1 |     | 2/2 | 2/3 | 2/4  |      |
| 1951                                                                                                   | 3/1 |     | 3/2 |     | 3/3 | 3/4 |     |     | 4/1 | 3/6 |      | 3/7  |
| 1952                                                                                                   | 3/5 |     | 4/2 | 4/3 |     | 4/4 | 4/5 | 4/6 |     | 4/7 | 4/8  | 4/9  |
| 1953                                                                                                   | 5/1 | 5/2 | 5/3 | 5/4 | 5/5 | 5/6 | 5/7 |     |     |     |      |      |
| 《异世界》前四年出版详细信息，表格最左侧是年份，上方是月份，其他数字 代表“卷号/期数”，均由帕尔默主编。 |     |     |     |     |     |     |     |     |     |     |      |      |

1945年，《惊奇故事》主编雷蒙德·帕尔默（Raymond A. Palmer）在三月杂志刊发理查德·夏普·谢弗（Richard Sharpe Shaver）的小说《利莫里亚未敢忘》（I Remember Lemuria），该文围绕史前文明展开，将地球历史上所有大灾难都描绘成邪恶机器人所为。小说融虚构和真实于一体，读者反响热烈，促使帕尔默购买更多谢弗的作品，并通称“谢弗谜团”（Shaver Mystery）。杂志发行量大幅上涨，但出版商齐夫-戴维斯（Ziff Davis）却以媒体嘲笑小说情节荒谬为由要求主编淡化影响。帕尔默虽然遵丛，但已荫生去意，他于1947年自办克拉克出版社（Clark Publications），并于次年推出《命运》（Fate）杂志。1949年，帕尔默离开齐夫-戴维斯并发行文摘尺寸杂志《异世界科学故事》（Other Worlds Science Stories），主编列名“罗伯特·韦伯斯特”（Robert N. Webster），是帕尔默的化名，因为创刊号面世时他还没有从齐夫-戴维斯离职，需要避免利益冲突。帕尔默原计划在这年辛辛那提举办的世界科幻大会向科幻爱好者免费发放创刊号杂志，但受印刷延误影响，杂志面世时间推迟。他在科幻大会上承认“罗伯特·韦伯斯特”是他的化名，并将创刊号的原创画作交给大会组织者拍卖。他还与首次参加世界科幻大会的21岁科幻爱好者比娅·马哈蒂（Bea Mahaffey）面谈，并马上聘请她从1950年5月的第四期开始担任总编。
帕尔默计划在1950年秋发行另一款科幻杂志《想象》，但却在六月遇上严重意外导致暂时瘫痪，编辑工作全由马哈蒂接手。帕尔默虽然住院期间还能坚持协助两本杂志的编辑，但到这年九月已决定把《想象》转卖给威廉·哈姆林（William Hamling），只保留《异世界》。《异世界》定价35美分，在当时的美国市场偏高，但销售火爆，促使帕尔默将出版周期从双月刊缩短至六星期。但是，杂志此时也面临两本几乎同时问世的新杂志竞争，分别是1949年末创刊的《奇幻与科幻杂志》（The Magazine of Fantasy & Science Fiction）和1950年10月面世的《银河系科幻小说》。两本杂志都很热销，预算超出帕尔默的承受极限，《异世界》无法竞争。杂志的销量尚算理想，促使帕尔默从1952年末开始将其转为月刊并保持到1953年7月，但他的财务状况依然逐渐恶化，以致最终无法支付印刷商的报酬。
|                                                  | 一 | 二 | 三 | 四 | 五 | 六 | 七 | 八 | 九 | 十 | 十一 | 十二 |
| 1953                                             |    |    |    |    |    |    |    |    |    | 1  |      | 2    |
| 1954                                             |    | 3  |    | 4  |    |    |    |    |    |    |      |      |
| 《科学故事》仅发行四期，均由帕尔默和马哈蒂主编。 |    |    |    |    |    |    |    |    |    |    |      |      |

芝加哥某位未透露姓名的商人与帕尔默联系，表示有意创办科幻杂志，对于深陷财务困境的帕尔默来说可谓天赐良机。他马上与对方合伙新建贝尔出版社（Bell Publications），并创办新杂志《宇宙科幻》和《科学故事》。《宇宙科幻》创刊号于1953年6月面世，此时《异世界》尚未停刊。新杂志由合伙人注资，原计划作为双月刊，但实际上前四期是按季刊周期发行。前两期杂志显示的主编叫“乔治·贝尔”（George Bell），实际上是帕尔默和马哈蒂共用的化名。《科学故事》于十月问世，同样由“乔治·贝尔”主编，贝尔出版社发行，与《异世界科学故事》实际是同一本杂志，只不过去掉书名开头的“异世界”三字。帕尔默在第二期《科学故事》说明开办新杂志主要是财政方面原因，“我们不得不立即停办《异世界》，改成您正阅读的杂志。我们打电话给排版员中止八月的《异世界》，然后从杂志素材中选出《科学故事》创刊号需要的社论和小说”。订阅《异世界》的读者可以选择续订新公司任一种新杂志。
| | 一       | 二       | 三       | 四       | 五       | 六       | 七       | 八 | 九       | 十 | 十一     | 十二 |
| 1953 |          |          |          |          |          | 1        |          |    | 2        |    |          | 3    |
| 1954 |          |          | 4        |          | 5        |          | 6        |    | 7        |    | 8        |      |
| 1955 | 9        |          | 10       |          | 11（32） |          | 12（33） |    | 13（34） |    | 14（35） |      |
| 1956 |          | 15（36） |          | 16（37） |          | 17（38） |          |    | 18（39） |    | 19（40） |      |
| 1957 | 20（41） |          | 21（42） |          | 22（43） | 23       | 24       | 25 | 26       |    | 27       |      |
| 1958 |          | 28       |          |          | 29       |          | 30       | 30 |          | 31 |          | 32   |
| 《宇宙科幻》（蓝色）、《异世界》和前几期《异世界飞碟》的出版详细信息。十期《宇宙科幻》由帕尔默和马哈蒂共同主编，此后 所有杂志由帕尔默主编。 |          |          |          |          |          |          |          |    |          |    |          |      |

合伙人决定退出后，帕尔默先卖掉持有的克拉克出版社股份，用得来的钱买下合伙人在贝尔出版社的股份。接下来他又创办帕尔默出版社，从第三期开始接手《宇宙科幻》，第二期开始接手《科学故事》，并且不再使用化名。他推出《神秘杂志》（Mystic Magazine），像《命运》一样主要刊登神秘文学作品，其中既有真实内容，也有虚构作品。《科学故事》销售疲软，1954年4月刊沦为绝响，但《宇宙科幻》还在坚持，1954年3月刊后开始按双月刊周期发行。《宇宙科幻》共发行十期，再从1955年5月号开始更名《异世界科幻》（Other Worlds Science Fiction）。《异世界科幻》起初按《宇宙科幻》和过去《异世界》两本杂志的顺序编号，帕尔默关闭位于伊利诺伊州埃文斯顿的办事处，在威斯康星州的家里编辑杂志，马哈蒂也在辛辛那提通过邮件继续编辑。1955年11月，杂志尺寸改为纸浆杂志大小，但美国市场的纸浆杂志几乎都在这段时间消亡，此举可谓与市场风向背道而驰。1956年，帕尔默因出乎意料的税收项目被迫解雇马哈蒂，此后便独自经营杂志。
1957年，帕尔默将杂志刊文重心转向不明飞行物。为在保住已有读者的基础上吸引新读者，帕尔默在杂志标题上做文章，突出“科幻”或“飞碟”字样。例如1957年6月号的书名是《异世界飞碟》（FLYING SAUCERS from Other Worlds），其中“飞碟”的字母全部大写；下一期（1957年7月）又改将“异世界”的字母全部大写，变成。他还希望借此让销售商误以为这是两本不同的杂志，进而延长杂志在报摊上摆放的时间。这样的实验无法长久，从1958年7至8月号开始，杂志名称缩短成《飞碟》（Flying Saucers），而且不再刊登虚构作品。帕尔默退休后来到威斯康星州波蒂奇縣阿默斯特（Amherst），亲自负责印刷工作。现有文献记载仅侧重包含科幻作品的杂志，没有为1958年后的杂志索引，只知《飞碟》后来继续刊登纪实文学直至1976年。

## 内容和评价

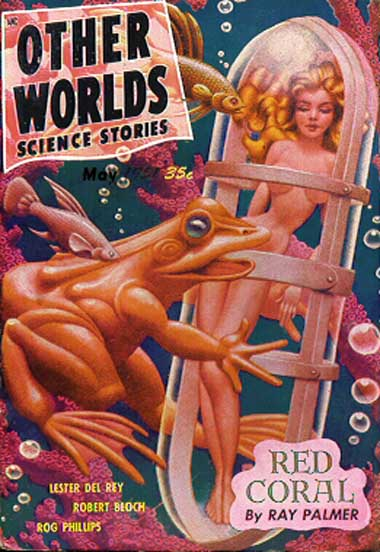
汉尼斯·博克为1951年5月《异世界》创作的封面

离开《惊奇故事》后，帕尔默仍对“谢弗谜团”兴致满满，《异世界》创刊号的推荐小说就是谢弗的《利莫里亚的陷落》（The Fall of Lemuria），文中仍以虚构笔触描述真实历史。杂志封面由经常为《惊奇故事》作画的马尔科姆·史密斯（Malcolm Smith）创作。主编在创刊号宣称要为读者呈现各种类型的科幻小说，既有《类比科幻与事实》（Analog Science Fiction and Fact）刊登的硬科幻小说，也有其他业界领先杂志如《惊奇故事》、《行星故事》（Planet Stories）和《惊险神奇故事》（Thrilling Wonder Stories）风格的作品。不过，创刊号许多文章都来自经常为《惊奇故事》供稿的作者，给读者的印象和《惊奇故事》没什么两样，但仅数期后，《异世界》的品质就有显著提升。
《异世界》的主编和出版商是同一人，在当时市场上的科幻杂志中基本独树一帜，这也意味着帕尔默可以自主决定编辑政策。他想找到新奇大胆的素材，杂志发行前几年也的确刊登过不少高质量作品。科幻史学家麦克·阿什利（Mike Ashley）认为，埃里克·弗兰克·罗素（Eric Frank Russell）的《亲爱的恶魔》（Dear Devil）、雷蒙德·琼斯（Raymond F. Jones）的《水仙肖像》（Portrait of a Narcissus）、雷·布萊伯利《火星紀事》系列的《虚无之路》（Way in the Middle of the Air），以及范·沃格特的《魔法村庄》（Enchanted Village）和名作《贝格尔号航行日记》系列中的《神经之战》（War of Nerves）都是比较高质量的小说。弗里茨·莱伯向《异世界》供稿《范赫德与灰鼠夹》（Fafhrd and the Gray Mouser）系列的《七个黑祭司》（The Seven Black Priests），1953年3月杂志刊登太空歌剧名家爱德华·埃尔默·史密斯（E. E. Smith）转攻奇幻文学的作品《泰德里克》（Tedric）。波尔·安德森（Poul Anderson）与戈登·迪克森（Gordon R. Dickson）合著的《英雄诞生》（Heroes Are Made）是霍卡（Hoka）系列的开山之作。帕尔默还从弗雷德里克·布朗和威尔逊·塔克（Wilson Tucker）等名家手中买来小说。《奇幻与科幻杂志》和《银河系科幻小说》面世后，帕尔默难以竞争，所以无法维持杂志品质，之后大部分作品都是平淡无奇的太空历险。阿什利认为，“谢弗谜团”的名声不佳，连带伤害帕尔默和杂志的声誉，《异世界》所刊大部分佳作都源自马哈蒂的努力。在他看来，马哈蒂对推想小说“品味极佳”。杂志刊登的纪实作品也不乏佳作，如斯普拉格·德·坎普（L. Sprague de Camp）将著作《失落的大陆：历史上的亚特兰蒂斯主题》（Lost Continents: The Atlantis Theme in History）简化而成的一系列文章，1952年开始持续刊发到1953年。杂志封面非常美观，而且经常在封底也有画作，作者大多是业界名家，如史密斯、罗伯特·吉布森·琼斯（Robert Gibson Jones）、哈罗德·麦考利（Harold McCauley）和汉尼斯·博克（Hannes Bok）。

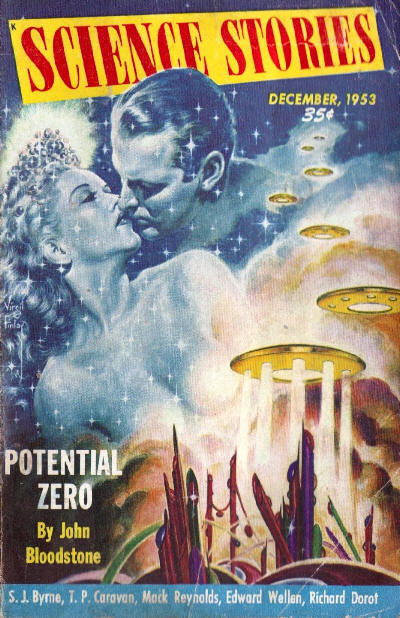
1953年12月《科学故事》的封面由维吉尔·芬莱创作

《科学故事》的画作质量依然很高，1953年10月的创刊号封面由博克创作，这幅画关联的内文小说由杰克·威廉姆森（Jack Williamson）执笔，文中插画也是博克绘制。另外三期封面由维吉尔·芬莱（Virgil Finlay）、阿尔伯特·纽策尔（Albert A. Nuetzell）各提供一期。科幻史学家温迪·布斯菲尔德（Wendy Bousfield）觉得纽策尔创作的封面品质最佳，同时特别称赞芬莱为最后一期《科学故事》绘制的内页插画。不过，杂志刊登的小说没能像画作那样保持高品质，所有文章的作者只有杰克·威廉森和马克·雷诺兹（Mack Reynolds）颇具声誉。《科学故事》的页数比《异世界》少，所以留给纪实作品和读者来信等互动栏目的空间也少，但帕尔默还是动用部分版面刊登漫画，并为他自著的图书宣传，如他与肯尼士·阿諾德合著的《飞碟降临》（The Coming of the Saucers）。
与画作美观但内容平淡的《科学故事》相比，《宇宙科幻》截然相反，封面毫无特色，插图品质低下，但刊登的小说却颇有价值，特别是前两期，科幻史学家凯斯比尔（E.F. Casebeer）认为这同样应当归功于马哈蒂。早期杂志曾发表默里·伦斯特（Murray Leinster）、马克·克利夫顿（Mark Clifton）和雷诺兹的文章，还有羅伯特·布洛克的《忠实读者》（Constant Reader）、席奧多爾·史鐸金探讨当时尚属争议话题的同性戀题材作品《世界可抛可弃》（The World Well Lost）。帕尔默花费更多时间打理杂志后，《宇宙科幻》的画作品质提升，芬莱、劳伦斯·史蒂文斯（Lawrence Stevens）和埃德·卡地亚（Edd Cartier）为杂志提供优秀的内页插图。凯斯比尔认为芬莱和史蒂文斯的插图质量最高，但文章品质又在相对良好的开局后开始走下坡路。最后三期杂志的画作质量很差，封面采用低质黑白作品，内页基本没有插图。
1955年5月复刊的第一期《异世界》也是黑白封面，后来恢复彩色，但起初几期都是直接翻版老版杂志封面，1956年才开始有新画作。1955年11月是首期纸浆杂志，封面采用詹姆斯·艾伦·圣约翰（J. Allen St. John）原载1952年11月杂志的作品。帕尔默执掌《惊奇故事》期间还曾主编《奇妙历险》，该杂志曾于1939年面临停刊，但凭借圣约翰的画作转危为安。新版《异世界》的小说品质不理想，但也偶有佳作，如1957年刊登的玛丽昂·齐默·布拉德利长篇小说处女作《纳拉比德拉的猎鹰》（Falcons of Narabedla）。帕尔默还买下布拉德利达科夫系列（Darkover）小说首作《奥尔多内斯之剑》（The Sword of Aldones），但从未发表，最终将文稿退回布拉德利。帕尔默一度打算刊登斯图尔特·伯恩（Stuart J. Byrne）的小说《火星人猿泰山》（Tarzan on Mars），该文涉及的虚构世界由埃德加·赖斯·巴勒斯创作，但因无法取得授权作罢。
帕尔默一直对不明飞行物很感兴趣，1951年就在《异世界》刊登署名“船长”（Captain A.V.G.）的小说《乘飞碟飞行》（I Flew in a Flying Saucer）。雷斯特·德尔·雷伊（Lester del Rey）的科幻杂志史著作推断该文就是帕尔默所写。但是，帕尔默最终决定放弃科幻文学，从1957年6月开始，仅6月、7月和9月三期杂志包含虚构作品，此后就变成不明飞行物题材的纪实文学杂志。他在后来的杂志表示，只要是与飞碟有关的新闻，包括传闻他都会刊登，但也会揭穿所有他能证明不实的谣传。此后20年间，他提出多种边缘设想，例如1959年12月的《飞碟，太空征服杂志》发文宣称地球不是球形，而是甜甜圈形，飞碟来自地球表面未经探索的区域。1965年，帕尔默刊登德尔玛·布莱恩特（Delmar H. Bryant）的文章，驳斥地球空心的设想，但第二年又表示地球可能是甜甜圈形。1970年6月杂志封面刊登太空观察甜甜圈形地球的图片，帕尔默宣称这是卫星照片证据。

## 书目详细信息
《异世界》由雷蒙德·帕尔默主编，1949年11月至1953年7月由克拉克出版社发行，1955年5月到至少1957年11月由帕尔默出版社发行。《科学故事》和《宇宙科幻》先由贝尔出版社分别发行一期和两期，此后均由帕尔默出版社发行，两本杂志都是帕尔默和比娅·马哈蒂主编。《异世界》起初是文摘杂志尺寸，1955年11月刊开始改为纸浆杂志规格；《科学故事》和《宇宙科幻》都是文摘杂志尺寸，三本杂志均定价35美分，其中《异世界》至少到1958年结束时仍未调整价格。《异世界》的创刊号是160页，1955年5月回归时改为128页，改版成纸浆杂志后又减至96页，此后至少保持到1957年11月刊。《科学故事》和《宇宙科幻》自始至终都是128页。
只刊登纪实作品后，1958年7至8月的杂志（这两个月只有一期）更名《飞碟，太空征服杂志》（Flying Saucers, The Magazine of Space Conquest）。1961年又两次变更书名，先是《飞碟，太空奥秘杂志》（Flying Saucers, The Magazine of Space Mysteries），后又改成《飞碟，太空时代的奥秘》（Flying Saucers, Mysteries of the Space Age），似后没有再更名，直到1976年停刊。

## 脚注
1. ↑  Ashley (1985a), pp. 32–33.
2. 1 2 3 4 5 6 7 8  Ashley, Edwards & Nicholls 2015.
3. 1 2 3  Ashley (1985c), p. 458.
4. 1 2  Nadis (2013), p. 145.
5. 1 2  Ashley (2005), p. 10.
6. 1 2 3  Ashley (1985c), pp. 460–461.
7. ↑  Lawler (1985), p. 290.
8. 1 2 3  Ashley (1985c), p. 462.
9. 1 2 3  Casebeer (1985), p. 692.
10. 1 2 3 4 5 6  Casebeer (1985), p. 694.
11. 1 2 3 4  Bousfield (1985), p. 555.
12. 1 2  Bousfield (1985), p. 552.
13. 1 2 3 4 5 6  Ashley (1985c), p. 463.
14. ↑  Ashley (1985b), p. 417.
15. ↑  Ashley (2005), p. 62.
16. 1 2 3 4 5  Ashley (1985c), p. 466.
17. 1 2  Ashley (1985c), p. 464.
18. ↑  Ashley (1985c), pp. 464–465.
19. 1 2  Ashley (2005), pp. 184–185.
20. ↑  Ashley (2016), p. 448.

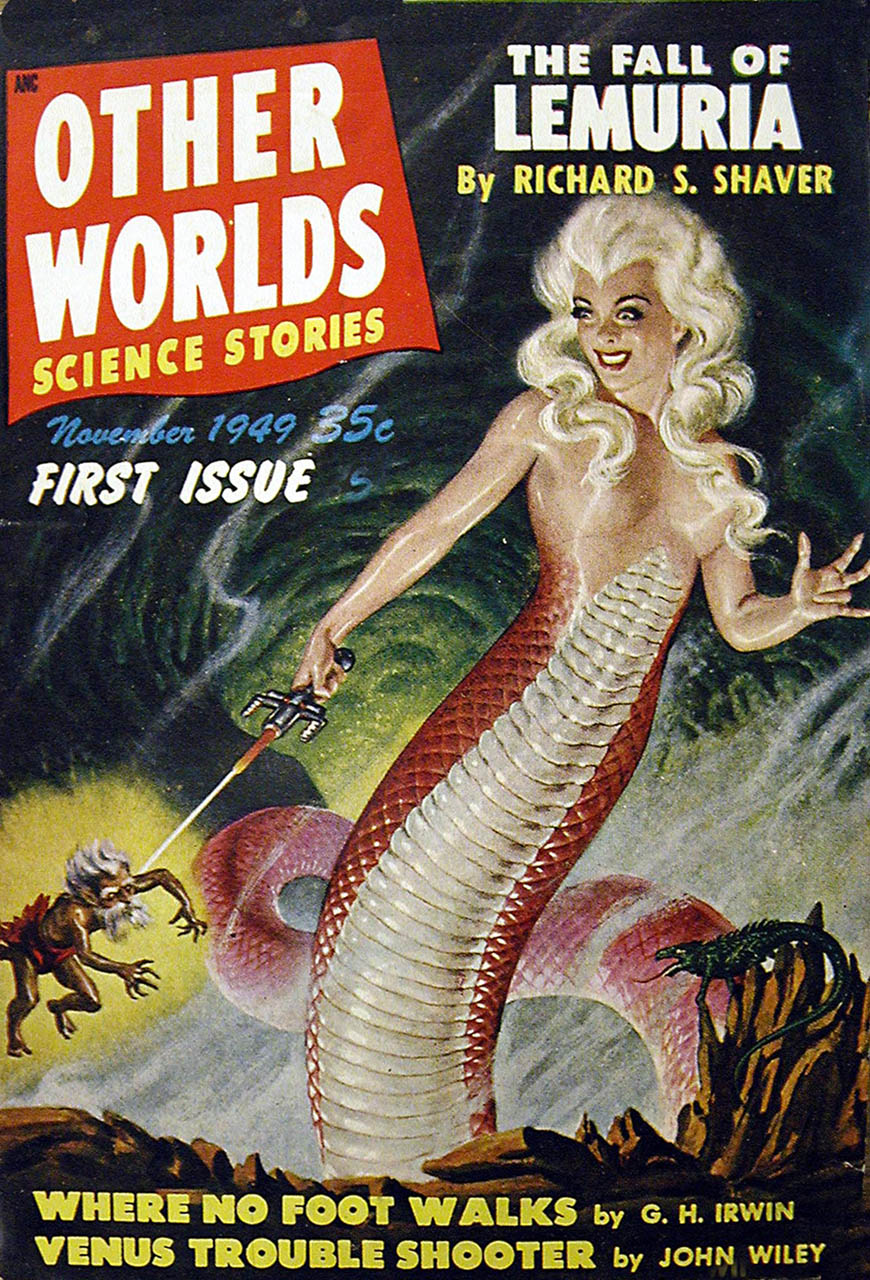
马尔科姆·史密斯创作的《异世界》创刊号封面

21. ↑  Issue Grid: Other Worlds Science Stories & The Internet Speculative Fiction Database.
22. 1 2  Stephensen-Payne.
23. ↑  Ashley (1985c), pp. 458–459.
24. ↑  Ashley (1985c), pp. 459–460.
25. 1 2  Ashley (1985c), p. 461.
26. ↑  Ashley (2005), pp. 9–10.
27. ↑  Ashley (2005), p. 61.
28. ↑  Bousfield (1985), pp. 552–554.
29. ↑  Casebeer (1985), pp. 692–693.
30. ↑  Publication: Other Worlds Science Stories, November 1955 & The Internet Speculative Fiction Database.
31. ↑  del Rey (1979), p. 162.
32. ↑  Nadis (2013), pp. 232–235.
33. ↑  Nadis (2013), pp. 236–238.
34. ↑  Issue Grid: Science Stories & The Internet Speculative Fiction Database.